# Karlsdalsmossen
Karlsdalsmossen este o arie protejată (arie specială de conservare — SAC, sit de importanță comunitară — SCI, arie de protecție specială avifaunistică — SPA) din Suedia întinsă pe o suprafață de 81,3 ha, integral pe uscat.

## Localizare
Centrul sitului Karlsdalsmossen este situat la coordonatele 59°52′21″N 18°34′42″E / 59.8726°N 18.5782°E.

## Înființare
Situl Karlsdalsmossen a fost declarat sit de importanță comunitară în decembrie 1998 pentru a proteja 1 specie de plante și 6 specii de animale. Alte tipuri de protecție:
- arie de protecție specială avifaunistică (în mai 2006)[2]
- arie specială de conservare (în martie 2011)[1][3][4]

## Biodiversitate
Situată în ecoregiunea boreală, aria protejată conține 5 habitate naturale: Mlaștini împădurite, Mlaștini turboase de tranziție și turbării mișcătoare, Taiga vestică, Păduri caducifoliate de mlaștină fino-scandinave, Lacuri și iazuri distrofice naturale.
La baza desemnării sitului se află mai multe specii protejate:
- plante (1): Herzogiella turfacea
- păsări (6): cocoșul de mesteacăn (Bonasa bonasia), ciocănitoare neagră (Dryocopus martius), cocor (Grus grus), vultur pescar (Pandion haliaetus), ciocănitoare de munte (Picoides tridactylus),  cocoș de munte (Tetrao urogallus)